# Olympische Jugend-Sommerspiele 2010/Bogenschießen
| Bogenschießen bei den I. Olympischen Jugend-Sommerspielen | Bogenschießen bei den I. Olympischen Jugend-Sommerspielen |
| Olympische Ringe · Bogenschießen                          | Olympische Ringe · Bogenschießen                          |
| Informationen                                             | Informationen                                             |
| --------------------------------------------------------- | --------------------------------------------------------- |
| Teilnehmer:                                               | 64 Athleten                                               |
| Datum:                                                    | 19. August–21. August                                     |
| Austragungsort:                                           | Kallang Field                                             |
| Wettkampfort:                                             | Singapur                                                  |
| Entscheidungen:                                           | 3                                                         |
|                                                           | Nanjing 2014 →                                            |
| Olympische Ringe                                          | Bogenschießen                                             |

| Olympische Jugend-Sommerspiele 2010 (Medaillenspiegel Bogenschießen) | Olympische Jugend-Sommerspiele 2010 (Medaillenspiegel Bogenschießen) | Olympische Jugend-Sommerspiele 2010 (Medaillenspiegel Bogenschießen) | Olympische Jugend-Sommerspiele 2010 (Medaillenspiegel Bogenschießen) | Olympische Jugend-Sommerspiele 2010 (Medaillenspiegel Bogenschießen) | Olympische Jugend-Sommerspiele 2010 (Medaillenspiegel Bogenschießen) |
| Platz                                                                | Mannschaft                                                           | Goldmedaillen                                                        | Silbermedaillen                                                      | Bronzemedaillen                                                      | Gesamt                                                               |
| -------------------------------------------------------------------- | -------------------------------------------------------------------- | -------------------------------------------------------------------- | -------------------------------------------------------------------- | -------------------------------------------------------------------- | -------------------------------------------------------------------- |
| 01                                                                   | Gemischte Mannschaft                                                 | 1                                                                    | 1                                                                    | 1                                                                    | 3                                                                    |
| 02                                                                   | Ägypten                                                              | 1                                                                    | —                                                                    | —                                                                    | 1                                                                    |
| 0                                                                    | Südkorea                                                             | 1                                                                    | —                                                                    | —                                                                    | 1                                                                    |
| 04                                                                   | Chinesisch Taipeh                                                    | —                                                                    | 1                                                                    | —                                                                    | 1                                                                    |
| 0                                                                    | Niederlande                                                          | —                                                                    | 1                                                                    | —                                                                    | 1                                                                    |
| 06                                                                   | Russland                                                             | —                                                                    | —                                                                    | 2                                                                    | 2                                                                    |

Bei den Olympischen Jugend-Sommerspielen 2010 in Singapur wurden vom 19. bis 21. August 2010 drei Wettbewerbe im Bogenschießen ausgetragen. Die Wettkämpfe fanden auf dem Kallang Field statt.

## Jungen

### Einzel
| Platz | Land | Athlet             |
| ----- | ---- | ------------------ |
| 1     | EGY  | Ibrahim Sabry      |
| 2     | NED  | Rick van den Oever |
| 3     | RUS  | Bolot Zybschitow   |

Die Wettkämpfe fanden am 18. und am 21. August statt.
 Axel Müller schied im Achtelfinale aus und belegte mit 7 anderen Sportlern den 9. Platz.

## Mädchen

### Einzel
| Platz | Land | Athlet         |
| ----- | ---- | -------------- |
| 1     | KOR  | Kwak Ye-ji     |
| 2     | TPE  | Tan Ya-ting    |
| 3     | RUS  | Tatjana Segina |

Die Wettkämpfe fanden am 18. und am 20. August statt.
 Isabel Viehmeier schied im Viertelfinale aus und belegte mit 3 anderen Sportlerinnen den 5. Platz.

## Gemischtes Team
| Platz | Land                 | Athleten                                                      |
| ----- | -------------------- | ------------------------------------------------------------- |
| 1     | Gemischte Mannschaft | Gloria Filippi ( ITA), Anton Karoukin ( BLR)                  |
| 2     | Gemischte Mannschaft | Zoi Paraskevopoulou ( GRE), Gregor Rajh ( SLO)                |
| 3     | Gemischte Mannschaft | Begünhan Ünsal ( TUR), Abdud Dayyan Bin Mohamed Jaffar ( SIN) |

Das Finale wurde am 19. August ausgetragen.
 Isabel Viehmeier und  Timon Park unterlagen im ersten Kampf und belegten mit 15 anderen Teams den 17. Platz.

 Laurie Lecointre und  Axel Müller unterlagen im ersten Kampf und belegten mit 15 anderen Teams den 17. Platz.